# 이인규 (교육인)
이인규(1959년 ~ )는 대한민국의 교육인이다.

## 출신·학력
- 1959년 전남 보성군 출생
- 1977년 광주제일고등학교 졸업
- 1981년 서울대학교 사범대학 사회교육과 학사
- 1982년 육군보병학교 수료
- 1982년 육군기계화학교 수료
- 1984년 육군 학사사관 중위 전역
- 1992년 서울대 대학원 교육학 석사
- 1998년 동국대학교 대학원 교육학 박사

## 경력
- 경기여고, 도봉중학교, 서울북공고, 성동기계공고, 면목고 등지에서 교사로 재직
- 1987년 전국사회교사모임 창립 및 대표 역임
- 1988년부터 성균관대, 동국대, 강원대, 경인교대등 출강
- 1992년 5차교육과정 공통사회 교과서집필위원
- 1997년 교육부 교육과정심의회 위원
- 1997년 사회문화 교과서 집필(대일도서)
- 1998년 교육개혁시민연대 정책실장
- 1998년 전교조 참교육실천위원회 위원장
- 2001년 아름다운학교운동본부 사무총장
- 2002년 사단법인청소년교육전략21 이사
- 2003년~2007년 서울미술고등학교 교감
- 2005년 교육혁신위원회 대입제도개선특별위원
- 2005년 민주평화통일자문회의 상임위원
- 2006년 대통령직속 교육혁신위원회 위원
- 2007년 중앙대학교 초빙교수
- 2007년 ~ 2012년: 경기대학교 교육학과 대우교수
- 2008년 사단법인 한국교육연구소 소장
- 2008년 ~ 2021년 국가인권위원회 전문위원
- 2012년 관악구청 교육자문관
- 2012년 1월 ~ 2017년: 서울시교육복지종합지원센터 센터장
- 2017년 아름다운학교운동본부 상임대표
- 2017~2019 사람중심관악특별위원회 부의장
- 2023년 8월 1일 ~ 2025년 7월 31일 전라남도교육청 ESG교육 발전위원

## 주요 활동
사회운동이 활발히 펼쳐지던 80년대 초반에 교직에 발을 들여놓은 뒤 교육민주화 운동에 참여하였고, 이후 결성된 전교조에 가입하여 참교육 실천운동에 참여하였다. 그는 국정 교과서 헌법소원을 실시하고 교육과정의 유연화 제도를 부르짖었으며, 사회교과서의 검정화를 위해 노력하였다.  
1999년에 '잠자는 교실' 등 문명사적 대전환에 따른 학교의 문화지체 현상을 목도하고 이를 '학교붕괴'현상으로 담론화하였으며, 사회적으로 큰 반향을 불러일으켰다.
그 뒤 학교붕괴 문제를 시민운동 차원에서 해결하기 위해 2000.2.28일 학교를 그만 두었으며 대신 YMCA, YWCA, 참여연대, 흥사단 등 21개 단체를 규합하여 교육개혁시민연대를 만들고 여기에서 정책기획실장을 맡았다. 학교붕괴 해결의 대안으로 아름다운학교만들기 사업을 벌였으며, 2001년에는 이를 보다 전문적으로 추진하는 운동 단체 '아름다운학교운동본부'를 만들었다. 그는 아름다운학교를 학교 교육과정 및 지원제도의 관료화를 거부하고 생태적 연결고리를 가진 학교라고 정의한다. 
2003년에는 서울미술고 교감으로 스카웃되어 생각하는 미술, 이미지학습법을 중심으로 하는 교육과정 개혁을 하였으며, 학생이 요구하는 학생생활규정 개정과 교사들이 요구하는 면학분위기 조성규칙을 합의하는 행식으로 학교혁신을 단행하였다. 이 노력으로 서울미술고는 4년만에 미술계 명문 학교로 평판을 받을 수 있었다.
이후 그는 대통령자문 교육혁신위원회 위원, 교육부 교육과정심의회 위원, 국가인권위원회 학교인권위원 등을 거치면서 교육정책의 형성 과정과 그 문제점을 파악하는 데 노력을 기울였고, 학부모 운동단체나 교육시민 운동단체 등과 연대하여 교육의 자주성과 책임성을 촉구하기도 하였다. 
2008년 서울시 교육감 선거에 후보로 출마하던 당시에는 헌장학교(Chaterschool) 전면화, 지표에 의한 책임 강화를 공약으로 내걸었다.
이인규는 지속가능한 삶과 사회를 위해 다양한 활동을 수행했습니다. 2021년부터 2024년까지 아름다운학교지도자연수 250기부터 266기까지 ESG교육전문가 및 탄소중립 전문가 양성과정을 개발하고 운영했습니다. 또한 2023년부터 2025년까지 해남군 사회적공동체지원센터, 용산여성인력개발센터, 연세대학교 미래캠퍼스, 시흥여성인력개발센터, 인천 서구, 울산 등에서 ESG 및 SDGs 전문가 양성 과정의 강사로 활동했습니다.
2024년에는 에에프코리아(주), 충청도금(주), ㈜대전주조를 대상으로 온실가스 감축 컨설팅을 진행했으며 , 같은 해 국회의원회관과 포스코센터에서 학교 건물의 온실가스 감축을 위한 토론회와 탄소중립 세미나를 운영했습니다.
2025년에는 생성형 AI등장에 따른 교육과정 개발 및 보급에 힘썼습니다. AI 리터러시 교육, AI활용 시민교육, AI 튜터링 과정, AI 크리에티터 과정, AI 융합 ESG 과정들을 개발하였으며, 각 단체들과 제휴하여 시민들의 AI역량강화와 AI에 따른 학교혁신에 힘을 썼습니다. 

### 학술논문 및 단행본
이인규는 다양한 교육 관련 저술 활동을 펼쳤습니다.
- 단행본:
  - <즐거운 사회탐구> (1994)
  - <학교붕괴> (2000)
  - <교과서백서> (2000, 이인규 외)
  - <안철수 현상과 교육혁신> (2012)
  - <한 권으로 끝내는 ESG, SDGs, 탄소중립> (2025)
- 박사학위 논문:
  - <한국교육의 시민 개념 구체화를 위한 탐구> (1998)
- 주요 논문:
  - <통일 교육의 반성 및 과제> (1990)
  - <고등학교 동아리 문화의 현실과 과제> (1991)
  - <한국교육의 시민 개념 구체화를 위한 탐구> (1998)
  - <대입수능 이후 고등학교 교육과정 운영 개선 방안> (2003)

### 연구 용역 수행 실적
이인규는 다양한 연구 용역에 참여했습니다.
- 연구책임자:
  - '아름다운학교 행복한교실 만들기' 연구 (중학교편 2004-2005, 고등학교편 2005-2006)
  - '학생카드 도입에 관한 연구' (2006)
  - '인권교육프로그램 콘텐츠 개발' (2007)
  - '창의학교 육성방안 기획 연구' (2010)
  - '관악175교육지원센터운영' 연구 (2012, 2013)
  - '광주광역시 학생인권실태조사' (2013)
  - '의왕교육 중장기 발전방안 연구' (2014)
  - '해남군 평생교육 중장기 발전연구' (2018)
  - '광주광역시 미래교육 정책연구' (2024)
- 공동연구원:
  - '학교붕괴 실태 및 대책 연구' (1999)
  - 'New 3R 인성교육 프로그램 개발 연구' (2001-2004)
  - '대입수능 이후 고등학교 교육과정 운영 개선 방안 연구' (2002)
  - '서울 학교 인권지표지수 개발연구' (2013)